# Peter Adolf Hall
Peter Adolf Hall (Borås, 23 febbraio 1739 – Liegi, 15 maggio 1793) è stato un pittore miniaturista svedese.
Egli operò molto in Francia ed in Belgio, dopo la metà del XVIII secolo. Ebbe il merito di portare la miniatura al suo più alto livello.
Figlio di un notabile svedese, Peter Adolf Hall fu il miniaturista più apprezzato della sua generazione, in Francia e prima della rivoluzione.

## Biografia
Dopo gli studi di storia naturale Hall fu allievo, nel 1759, del pastellista Gustaf Lundberg a Stoccolma, presso il quale rimase fino al 1766. Egli esercitò successivamente a Parigi, ove la sua reputazione di miglior pittore di ritratti in miniatura gli valse una bella clientela.
Nel 1771 sposò Adelaide Gobin (1752-1831), figlia di un ricco mercante di Versailles e sorella della Contessa di Serre. La loro prima figlia vide la luce l'11 maggio 1772
Dopo la Presa della Bastiglia su arruolò nella Guardia nazionale. Avendo perso quasi tutta la sua clientela, emigrata (émigré) all'estero, egli cercò invano di incontrare il re di Svezia in cura ad Aquisgrana. Si trasferì quindi in Belgio nel 1791, installandosi a Spa e lavorando a Liegi e a Maastricht e riuscendo così a guadagnarsi onestamente da vivere.
Peter Adolf Hall morì a Liegi all'età di 54 anni, lontano dalla propria famiglia che era rimasta in Francia.

## L'attività artistica
Egli rivoluzionò la miniatura francese con l'utilizzo dell'avorio come supporto del dipinto : con lui ebbe inizio « l'età d'oro » della miniatura. Questo periodo durò fino al 1840, quando il dagherrotipo detronizzò la miniatura.
Eccezionalmente dotato, Hall realizzò miniature sui supporti più svariati. La sua prima miniatura su smalto risale al 1771, Hall non tardò a ottenere ordini dalla famiglia reale. Gli venne riconosciuta una borsa di studio per un periodo di apprendistato in Francia.
Alexander Roslin introdusse il suo compatriota a Parigi. A meno di tre anni dal suo arrivo, Hall ebbe l'onore di realizzare il ritratto del Delfino, del conte d'Artois e del conte di Provenza. Egli espose al Salon dopo essere stato accettato nel 1769 presso l'Accademia reale. Espose poi ancora nel 1769 al Salon di Tolosa e a quello di Parigi dal 1769 al 1789. A partire dal 1771 divenne fornitore di ritratti in miniatura per il dipartimento degli Affari esteri.

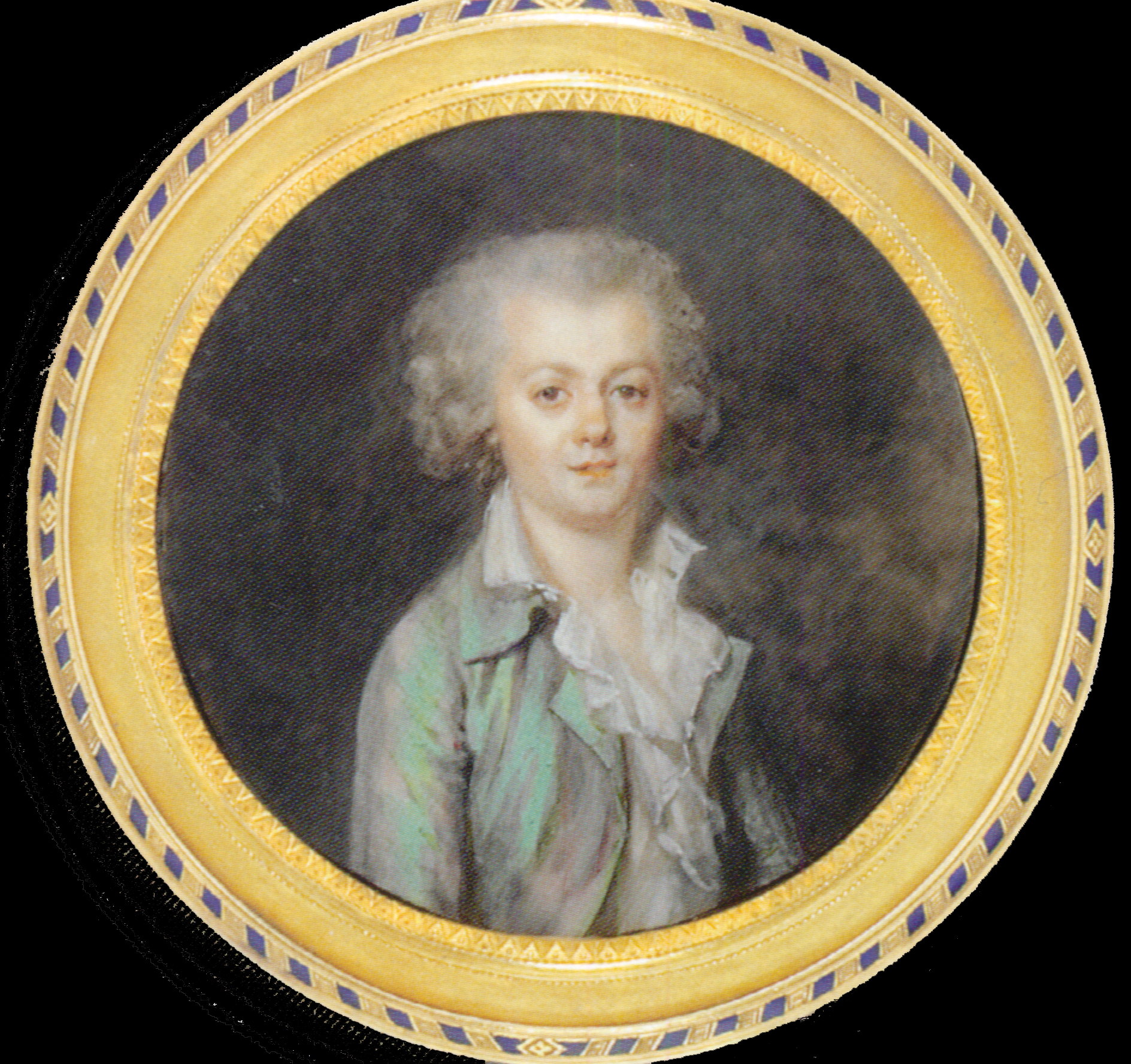
Ritratto d'un gentiluomo di Peter Adolf Hall (collezione privata)